# سوزانا والقاضيان (تينتوريتو)
سوزانا والقاضيان هي لوحة زيتية رسمها تينتوريتو في عام 1555 - 1556، اللوحة حالياً ضمن مقتنيات متحف تاريخ الفنون في فيينا.